# Шпігало Володимир Єрофійович
Володи́мир Єрофі́йович Шпігало (нар. 23 серпня 1933, село Рубаний Міст, Буцький район, Черкаська область) — український політик. Колишній народний депутат України.

## Освіта
Вища партійна школа при ЦК КПУ (1964). Київський університет імені Тараса Шевченка (1966), «Політична економія». Академія суспільних наук при ЦК КПРС (1972). Кандидат економічних наук, доцент.

## Трудова діяльність
- 1953 — 1954 — учитель семирічної школи, село Рубаний Міст. На комсомольській роботі.
- 1954 — 1957 — служба в армії.
- 1957 — 1985 — на партійній роботі.
- 1985 — 1990 — ректор, завідувач кафедри Уманського педагогічного інституту. Доцент катедри Переяслав-Хмельницького педагогічного інституту.
- З 1990 — начальник відділу, заступник голови, голова президії Всеукраїнської ради Українського товариства мисливців та рибалок.

Народний депутат України 3-го скликання з 12 травня 1998 до 14 травня 2002 від СПУ-СелПУ, № 27 в списку. На час виборів: голова президії Всеукраїнської ради Українського товариства мисливців та рибалок (місто Київ), член СелПУ. Член фракції СПУ і СелПУ (травень — жовтень 1998), член фракції СелПУ (жовтень 1998 — лютий 2000), член групи «Трудова Україна» (з лютого 2000). Член Комітету з питань екологічної політики, природокористування та ліквідації наслідків Чорнобильської катастрофи.

## Нагороди
Орден Трудового Червоного Прапора. Почесна грамота Кабінету Міністрів України (березень 2002).